# Lardaro
Lardaro (Lardèr in dialetto trentino occidentale) è una frazione di 228 abitanti del comune di Sella Giudicarie, nella provincia di Trento.
Fino al 31 dicembre 2015 ha costituito un comune autonomo, tra i meno abitati del Trentino, che confinava con Roncone a nord e con Pieve di Bono a sud.
Il paese si trova nella parte inferiore delle Giudicarie, ad una ventina di chilometri dal confine con la Lombardia, ed è una meta molto ambita da turisti di molte regioni, soprattutto lombardi.

## Storia

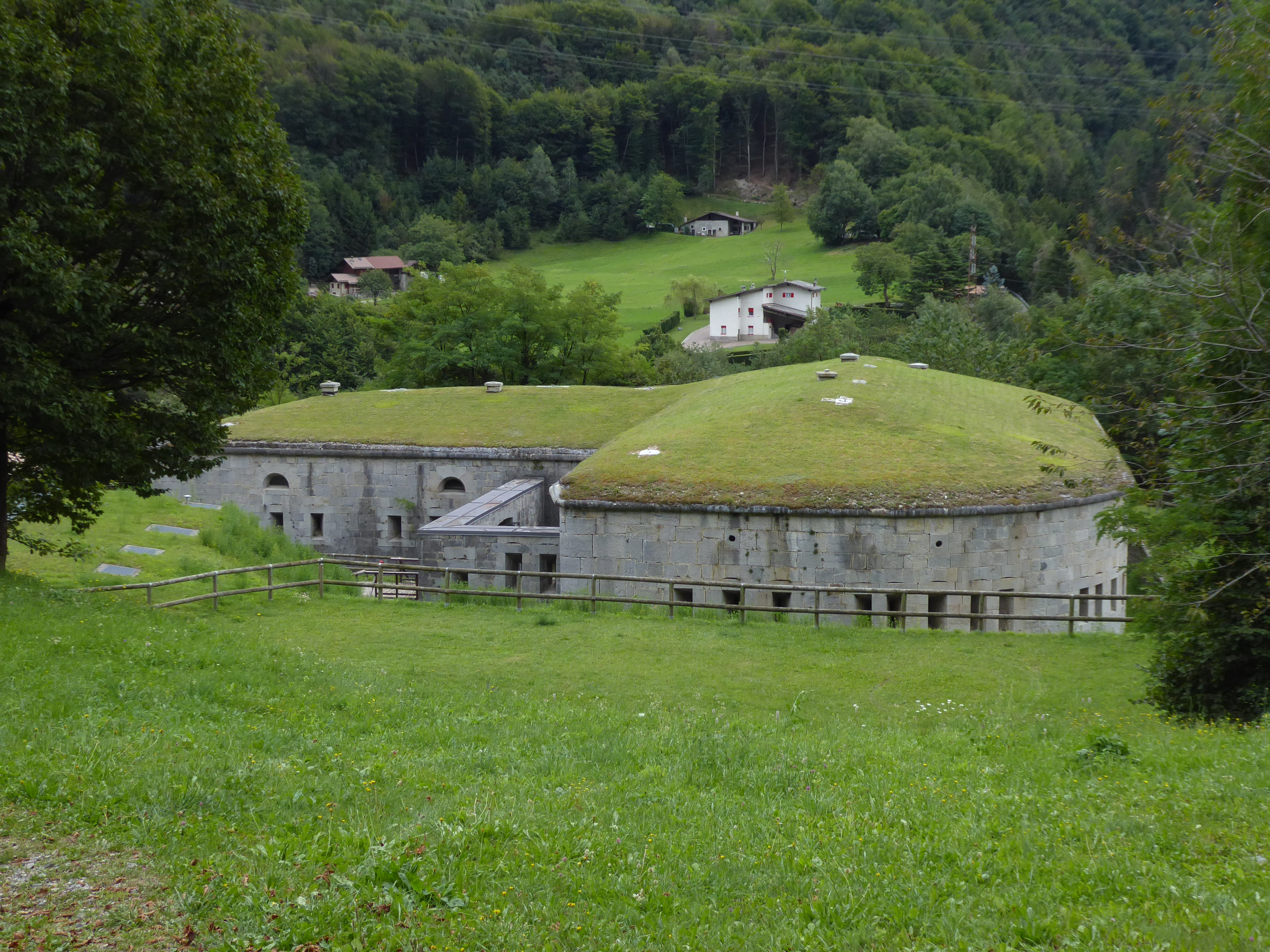
Il forte Larino

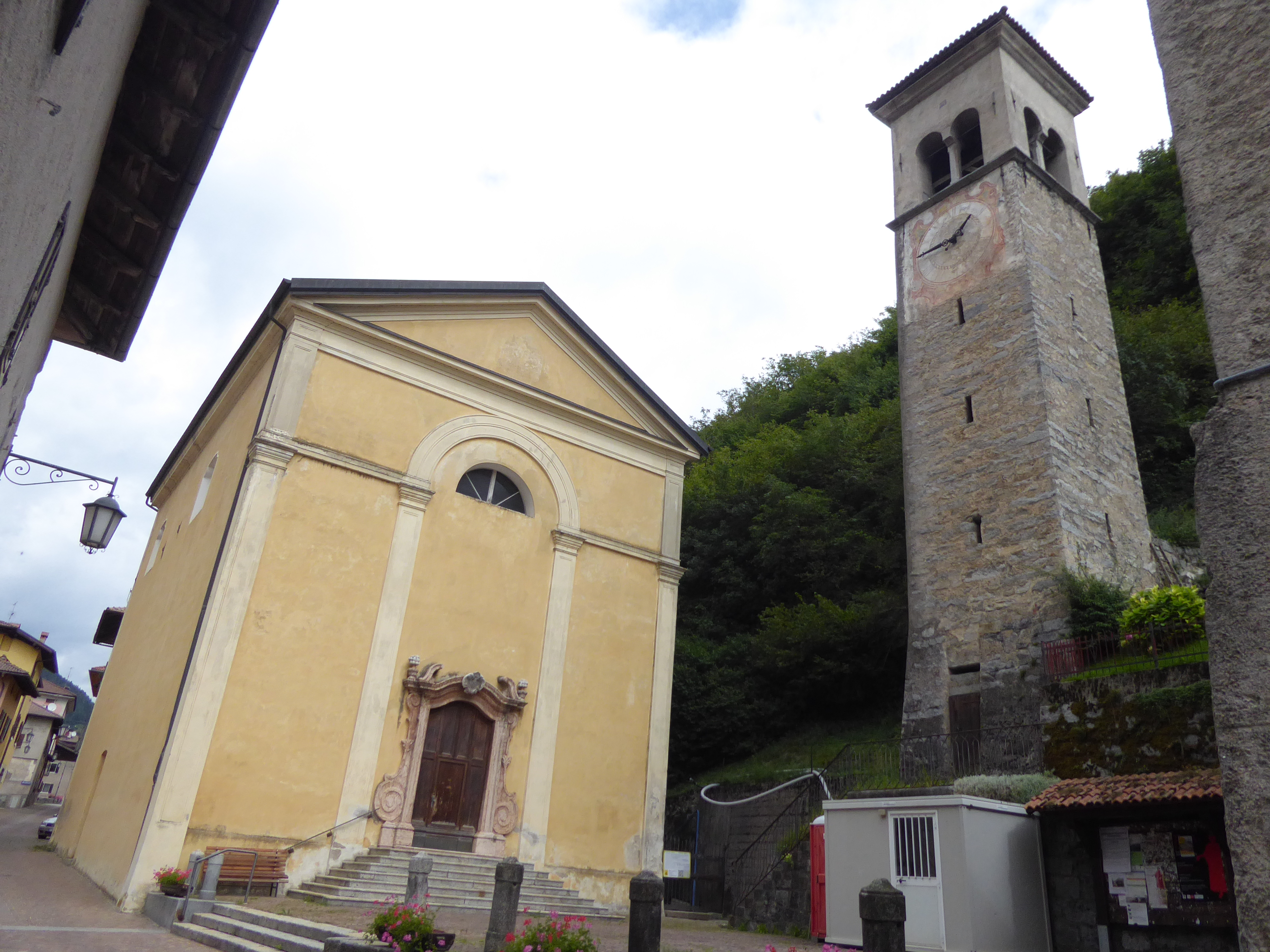
La chiesa di San Michele Arcangelo

Lardaro e la valle del Chiese furono coinvolti nella terza guerra d'indipendenza che vedeva opporsi nel 1866 le camicie rosse guidate da Garibaldi contro le forze austriache.
Il paese di Lardaro fu inoltre colpito da un tremendo incendio in data 12 ottobre 1867 che lo distrusse quasi completamente come testimoniano le cronache dei giornali dell'epoca.
Lardaro è famoso per il ruolo che ha avuto nella prima guerra mondiale; infatti in questa zona vengono ricordati i 5 forti dello sbarramento di Lardaro. In due sono stati effettuati importanti interventi di risanamento conservativo da parte dei Comuni proprietari: Forte Larino, sorge a sud dell'abitato ed è stato restaurato dal Comune di Lardaro (ora Sella Giudicarie); Forte Corno, si erge sotto il dosso Brullo ed è stato restaurato dal comune di Praso (ora Valdaone). Gli altri tre forti sono in rovina o scomparsi del tutto: Forte Danzolino, Forte Revegler e Forte Cariola.
Dal 1º gennaio 2016 con i comuni di Bondo, Breguzzo e Roncone forma il nuovo comune di Sella Giudicarie.

### Simboli

Vecchio stemma comunale

Lo stemma era stato approvato con deliberazione della Giunta provinciale del 20 febbraio 1981 n. 3607/2-B. Vi erano raffigurate una costruzione fortificata di rosso e una fortificazione austro-ungarica di argento in un campo partito d'azzurro e d'argento, con due montagne stilizzate all'orizzonte e una stella d'oro a cinque punte.

## Monumenti e luoghi di interesse
- Chiesa di San Michele Arcangelo, parrocchiale.

## Società

### Evoluzione demografica
Abitanti censiti